# Doron Sheffer
Doron Sheffer (in ebraico דורון שפר‎?; Ramat Gan, 12 marzo 1972) è un ex cestista israeliano.

## Carriera
È stato selezionato dai Los Angeles Clippers al secondo giro del Draft NBA 1996 (36ª scelta assoluta).
Con Israele ha disputato quattro edizioni dei Campionati europei (1993, 1995, 1997, 1999).

## Palmarès

### Squadra
- Campionato israeliano: 6

Hapoel Galil Elyon: 1992-93
Maccabi Tel Aviv: 1996-97, 1997-98, 1998-99, 1999-2000, 2002-03
- Coppa di Israele: 5

Hapoel Galil Elyon: 1991-92
Maccabi Tel Aviv: 1997-98, 1998-99, 1999-2000, 2002-03
- ULEB Cup: 1

Hapoel Gerusalemme: 2003-04

### Individuale
- BEC Freshman of the Year (1994)
- MVP Ligat ha'Al (1993)
- Miglior giocatore israeliano (1998, 2004)